# Nothomydas gariepinus
Nothomydas gariepinus är en tvåvingeart som beskrevs av Hesse 1969. Nothomydas gariepinus ingår i släktet Nothomydas och familjen Mydidae.
Artens utbredningsområde är Namibia. Inga underarter finns listade i Catalogue of Life.